# Mayuko Ishitate
Mayuko Ishitate (født 18. Januar 1987 i Japan) er en japansk håndboldspiller som spiller i Mie Violet Iris og Japans kvindehåndboldlandshold.